# 施泰因哈根 (前波美拉尼亚-吕根县)
施泰因哈根（德語：Steinhagen）是德国梅克伦堡-前波美拉尼亚州的市镇，隶属于前波美拉尼亚-吕根县，总面积为33.54平方千米，截至2020年总人口为2607人。